# Rareș Pop
Rareș Pop (Arad, 14 giugno 2005) è un calciatore rumeno, centrocampista o ala del Rapid Bucarest.

## Carriera

### Club
Cresciuto nelle giovanili dell'UTA Arad debutta in Liga I il 1º maggio 2022 nella sconfitta per 1-0 in casa dell'U Craiova.

### Nazionale
Ha giocato nelle nazionali giovanili rumene Under-16, Under-17, Under-18, Under-19, Under-20 ed Under-21.

## Statistiche

### Presenze e reti nei club
Statistiche aggiornate al 5 agosto 2025.
| Stagione              | Squadra               | Campionato            | Campionato | Campionato | Coppe nazionali | Coppe nazionali | Coppe nazionali | Coppe continentali | Coppe continentali | Coppe continentali | Altre coppe | Altre coppe | Altre coppe | Totale | Totale |
| Stagione              | Squadra               | Comp                  | Pres       | Reti       | Comp            | Pres            | Reti            | Comp               | Pres               | Retin              | Comp        | Pres        | Reti        | Pres   | Reti   |
| --------------------- | --------------------- | --------------------- | ---------- | ---------- | --------------- | --------------- | --------------- | ------------------ | ------------------ | ------------------ | ----------- | ----------- | ----------- | ------ | ------ |
| 2021-2022             | UTA Arad              | L1                    | 3          | 0          | CR              | 0               | 0               | -                  | -                  | -                  | -           | -           | -           | 3      | 0      |
| 2022-2023             | UTA Arad              | L1                    | 25+2       | 3          | CR              | 4               | 1               | -                  | -                  | -                  | -           | -           | -           | 31     | 4      |
| 2023-2024             | UTA Arad              | L1                    | 36         | 5          | CR              | 2               | 0               | -                  | -                  | -                  | -           | -           | -           | 38     | 5      |
| Totale UTA Arad       | Totale UTA Arad       | Totale UTA Arad       | 64+2       | 8          |                 | 6               | 1               |                    | -                  | -                  |             | -           | -           | 72     | 9      |
| 2024-2025             | Rapid Bucarest        | L1                    | 23         | 3          | CR              | 2               | 1               | -                  | -                  | -                  | -           | -           | -           | 25     | 4      |
| 2025-2026             | Rapid Bucarest        | L1                    | 2          | 0          | CR              | -               | -               | -                  | -                  | -                  | -           | -           | -           | 2      | 0      |
| Totale Rapid Bucarest | Totale Rapid Bucarest | Totale Rapid Bucarest | 25         | 3          |                 | 2               | 1               |                    | -                  | -                  |             | -           | -           | 27     | 4      |
| Totale carriera       | Totale carriera       | Totale carriera       | 91         | 11         |                 | 8               | 2               |                    | -                  | -                  |             | -           | -           | 99     | 13     |